# Рой Харпер (DC Comics)
Рой Харпер (англ. Roy Harper) — супергерой во вселенной DC Comics. Более пятидесяти лет был известен, как подросток-напарник Зелёной стрелы Спиди. Впервые появился вместе со своим наставником в «More Fun Comics» #73 (ноябрь 1941). Современная версия персонажа, ранее бывшая участником команды Юных Титанов, позже поменял имя на Арсенал, после чего стал частью Лиги Справедливости Америки под именем Красная стрела. После того, как суперзлодей Прометей изувечил его, отрубив ему руку, и после смерти своей дочери, Харпер покинул Лигу и снова стал Арсеналом.

## Биография

### Происхождение
Рой Харпер был выращен Бравым Луком, главным врачом навахо, после того, как его отец, лесной рейнджер, погиб в лесном пожаре.
Под руководством Бравого Лука Рой стал выдающимся лучником, и после смерти Бравого Лука Рой был усыновлён Оливером Куином, Зелёной стрелой, и стал напарником Зелёной стрелы, «Спиди».

### Юные Титаны и зависимость Роя
Спиди присоединился к Робину, Аквалэду, Кид Флэшу и Чудо-девочке в сформированной команде Юные Титаны, изначально представляющей команду «юных напарников» участников Лиги.
Спиди был изначально успешным участником команды и начал встречаться с Чудо-девочкой (Донной Трой). Вскоре, однако, его удача отвернулась от него. Титаны были распущены, Рой и Донна расстались, а Зелёная стрела потерял своё состояние и начал отдаляться от Роя. Пока Оливер путешествовал по стране с Зелёным Фонарём и Чёрной канарейкой, Рой пристрастился к героину; взявшая много призов история «Snowbirds Don’t Fly» была рассказана в «Green Lantern» том 2 #85—86 в сентябре и ноябре 1971 году. Когда секрет Роя вышел наружу, Зелёная стрела в гневе избил его и выбросил на улицу. Зелёный фонарь позже нашёл его и привёл к Чёрной канарейке, которая помогла ему пройти через реабилитацию. Вскоре у Роя состоялся разговор с Зелёной стрелой, в результате которого они перестали работать вместе.
В дополнение к приключениям с последующими версиями Титанов в 1980-х годах, Рой также служил правительственным агентом для вымышленного федерального агентства, а также был частным детективом и был на миссии вместе с Отрядом Самоубийц. (том 1 #11-12)

### Агент Шахмат
Когда он помогал Юным титанам в нескольких миссиях, Рой часто работал консультантом по различным антинаркотическим программам. В течение этого времени Рой наладил контакты с правительством и был вскоре нанят Центральным Бюро Расследований (ЦБР, более известное, как Шахматы) как агент по борьбе с наркотиками.
Рою было дано задание уйти под прикрытие и получить доверие злодейки Чешир. Целью миссии была передача преступницы властям, но Рой и Чешир полюбили друг друга. Харпер не мог себе позволить выдать её, но был убеждён, что его присутствие опасно для жизни Чешир, поэтому герой её покинул, не зная, что Чешир беременна от него.
Рой, в конце концов, узнал, что он является отцом дочери Чешир, Лиан. Он был на задании с Найтвингом — нужно было выследить Чешир и предотвратить убийство группы дипломатов. Рой был пойман Чешир и затем освобождён Найтвингом, также приведшим дочь Роя. Чешир оставила Лиан на попечение Роя.

### Арсенал
Рой впоследствии вернулся к Титанам, и Сержант Сталь назначил его их лидером. К этому времени Харпер взял себе новое имя — Арсенал и приобрёл широкий ряд высокотехнологичного оружия. Когда изначальные участники последнего варианта Титанов разошлись, Рой собрал новых участников и был их лидером, пока команду не распустили.
Вскоре собралась другая команда Юных Титанов. Она состояла из подростка Атома (омоложённого благодаря событиям Zero Hour) и новых героев — Арджент, Риск Джото и Призм. Команда финансировалась Лорен Юпитер, также финансировавшей предыдущую команду Титанов, которую вёл Рой.
Юпитер собрала воедино оригинальных Титанов (теперь работающих под новыми именами — Найтвинг, Темпест, Флэш, Троя и Арсенал) для борьбы с её жестоким сыном Джэрредом Юпитером (Хейзом), наделённым суперспособностями. Новые и старые Титаны объединили силы и победили Хейза, но большой ценой; Джото, судя по всему, погиб, и Арсенал чувствовал ответственность за его смерть. Рой остался с новой группой Титанов на некоторое время, но затем покинул её до того, как она распалась.
Арсенал позже вступил в схватку с Вандалом Диким. Злодей обнаружил, что и Рой и его дочь Лиан являются его потомками. Поэтому их органы подходят для того, что продлить ему жизнь. Рой всё же сумел спасти себя и свою дочь от Вандала. После этого тяжёлого испытания Рой изменил свой внешний вид, чтобы он отражал его наследие Навахо. Вскоре после самые первые пять Титанов решили возобновить группу. Арсенал в полной мере был участником команды и поселился в новой башне Титанов со своей дочерью Лиан.

### Аутсайдеры
Позже таинственный конгломерат, известный как Оптитрон, предложил спонсирование командам Титаны и Юная Справедливость, после приглашения их в Сан-Франциско. Однако ещё до того, как решение было принято, в комплекс вторглась кибернетическая девушка из будущего (известная, как Индиго) и вступила в схватку с обеими командами. Когда половина группы выбыла из схватки, оставшаяся часть героев попыталась выследить Индиго, но вместо этого наткнулась на активированного сломанного андроида Супермена. Пойманная врасплох, Лилит была схвачена андроидом и задушена. Троя (новое имя Донны Трой) попыталась победить андроида, но его лазерный луч прошёл прямо сквозь неё, убив девушку. Индиго появилась и отключила андроида, оставив Арсенала и Найтвинга оплакивать павшую Трою. Потрясённый потерями, Найтвинг решает официально положить конец Титанам.
Рой увидел потенциал в предложении Оптитрона и решил сформировать новую команду: Аутсайдеров. Он приобрёл огромное подземное убежище под Нью-Йорком и обставил его самым современным оборудованием, после чего начал набирать участников. Он успешно уговорил ветерана Метаморфо, а также новичков Грейс Чой и Грозой, присоединиться к команде. Он принял Индиго в качестве члена команды, несмотря на то, что именно она включила андроида Супермена, что привело к смертям Лилит и Трои, её воспоминания были стёрты, и она убедила Роя, что хочет возместить ущерб, причинённый ею.
Присутствие Индиго стало главным препятствием для последнего кандидата в команду — Найтвинга. Бывший лидер Титанов был абсолютно против своего участия в новой команде после столь разрушительной потери. Арсенал привёл свой довод — он считал, что Аутсайдеры — логическое решение для них после Титанов и что, возможно, команда незнакомых друг другу людей сможет действовать лучше, чем команда с большим количеством эмоциональных привязанностей. Найтвинг, всё равно с неодобрение относясь к идее, согласился возглавить команду вскоре после победы над Гориллой Гроддом.
Арсенал получил выстрел в грудь во время попытки остановить Брата Крови от активации глобальной сети спящих агентов. Он выжил, но оставался в стороне от действия команды в течение месяцев. Пока он восстанавливался, его место в команде занимала Охотница. Рой сомневался, стоит ли ему возвращаться к исполнению долга, опасаясь своих новых ограничений, но всё же вернулся с поддержки Найтвинга.
Вскоре после его восстановления Аутсайдеры взялись за дело, затронувшее промышлявшего торговлей детьми растлителя по имени Таннер. Один из информаторов Таннера знал Роя ранее, и привёл Таннера к дочери Роя, Лиан. Няня Лиан была убита и девочка помечена знаком Таннера. Аутсайдеры прибыли вовремя, чтобы спасти Лиан и других детей от отправки в Нью-Йорк.
Неожиданным образом его ранение в грудь спасло ему жизнь, когда он встретился с Детстроуком (англ. Deathstroke). Злодей, как обнаружил Арсенал, изображал Бэтмена и подбрасывал ему информацию с самого начала работы Аутсайдеров. Детстроук и Арсенал сразились, и злодей собирался убить Роя, но, когда обнаружил шрам от пули на груди Арсенала, решил, что тот страдал достаточно, и дал ему уйти. Примерно в то же время Арсенал был похищен одним из главных противников Зелёной стрелы, Константином Драконом. Дракон работал на Загадочника и перерезал Рою горло, чтобы тому пришлось либо поддерживать постоянное давление на рану, либо умереть. Аутсайдеры помогли Оливеру в поисках и спасении Роя.

### Infinite Crisis и One Year Later
В ходе событий Бесконечного Кризиса Арсенал стал лидером Аутсайдеров, в то же время являясь отцом-одиночкой для Лиан. Он был среди героев, собравшихся для защиты Метрополиса от вторжения Тайного Общества Супер-злодеев.
Год Спустя Рой пытался поддерживать активную деятельность Аутсайдеров, но, к несчастью, команда обнаружила себя борющейся лишь с мелкой преступностью и не приносящей большой пользы миру. Когда Найтвинг и Красный Колпак обнаружили приятеля и отца Грозы супергероя Чёрную Молнию арестованным за преступление, которого он не совершал, Найвинг помог в организации спасения, закончившейся полным провалом. Аутсайдеры едва не погибли, а для всего мира считались мёртвыми. Арсенал осознал, что он не создан для жизни героя ножа-и-капюшона, после чего передал командование Дику и покинул команду.

### Красная стрела
Роя встретил Хэл Джордан с предложением о вступлении в новую Лигу Справедливости. Находясь в схватке, Хэл назвал Роя «Красная стрела», пытаясь не раскрыть его имя (несмотря на факт, что личность Роя уже некоторое время была достоянием общества). Рой принял предложение и вступил в Лигу, официально взяв имя Красная стрела, ознаменовав тем самым окончательное взросление и отбрасывание в сторону своих проблем с приёмным отцом, Оливером Куином (Зелёной стрелой). Рой завёл роман со своей коллегой по команде, Девушкой-ястреб. Однако эти отношения закончились, когда Рой покинул Лигу Справедливости после гибельного столкновения с Теневым Кабинетом.

### JLA: Rise and Fall
После предполагаемой смерти Брюса Уэйна в Final Crisis Рой попытался вернуться в команду, когда обнаружил, что Хэл Джордан и его отколовшаяся Лига Справедливости отслеживают и пытают преступников.
Рой и Оливер Куин смогли уладить свои проблемы и работать вместе, но всё начало рушиться, когда Прометей напал на Роя, отрезав ему правую руку отравленным нанитами лезвием, и затем приказал Электрошокеру взорвать бомбы под Стар-сити, сработавшие не по плану Прометея и убившие Лиан.
Рой очнулся спустя несколько дней, с ужасом и злостью узнав о смерти Лиан и своём состоянии. Поедающие плоть наниты всё ещё действовали в его культе, что мешало установке постоянного протеза. Вместо этого Доктор Мид-Найт и Киборг сделали ему съёмную искусственную руку. Протез был построен так, что «обходил» поражённые нервные окончания, но при этом усиливал фантомную боль. Эта боль и вина выжившего за смерть Лиан привели к возобновлению тяги Роя к наркотикам, что привело к передозировке обезболивающих и перманентному состоянию бредовой паранойи.
Преследуемый видениями умершей дочери и его бывшего продавца наркотиков, Рой возвращается к своей личности Арсенала, набросившись на своих бывших друзей и прогнав свою семью, виня Зелёную стрелу за то, что тот украл у него месть Прометею (убив его раньше) и Мию Дерден за то, что она оставила Лиан в час опасности. После жёсткой встречи с Чешир (матерью Лиан) Рой оказался неспособен сдерживать наболевшее за потерю руки, смерть дочери и свою импотенцию, вызванную стрессом. Рой оставляет Чешир, испытав галлюцинацию, что мёртвая кошка — его дочь, и высвободил свой гнев против банды продавцов наркотиков, у которых он после украл наркотики, чтобы подкормить свою зависимость. В результате Бэтмен нашёл его в бреду на улице, после чего заставил пройти детоксикацию под присмотром Чёрной канарейки.
Рой убежал из реабилитационного центра, ворвавшись в тюрьму, где Электрошокер, исполнитель Прометея, ответственный за смерть Лиан, находился в заключении. Несмотря на столкновение с Зелёной стрелой, Рой жестоко убивает Бучински ножом, после чего сжигает свой дом и всех своих призраков, став тёмным и жестоким вигилантом, приняв свой путь жестокого правосудия над подонками и преступниками.
После недолгого объединения с Чешир для убийства Детстроука Рой дважды предаёт её и вступает в новую команду Детстроука, злодейскую версию Титанов, хотя Чешир мысленно поздравляет его за отличное исполнение. После возвращения в лабиринт Детстроук рассказывает, что предметы, которые они искали, были использованы для лечащей машины Мафусаил, использовавшейся для того, чтобы вылечить его сына Иерихона. После его исцеления Детстроук заявил, что машина может даже воскрешать мёртвых, после чего предложил Чешир и Рою воскресить Лиан. Чешир соглашается, но Рой отказывается, осознав, наконец, что он всё это время наказывал себя за смерть дочери и что Лиан теперь в лучшем месте. Объединившись с Татуировнным человеком и Киндером, Рой сражается с остальными Титанами в попытке уничтожить Устройство Мафусаила. Источник энергии для машины, мета-человек по имен Диджей Молекула (англ. DJ Molecule), был освобождён, а Киндер пожертвовал собой, чтобы уничтожить устройство. Рой позволяет Детстроуку уйти после того, как он спас Иерихона. Чешир, Татуированный человек и Осирис уходят, после чего Рой и Иерихон решают сформировать новую команду Титанов, восстановив запятнанное Детстроуком наследие.

### Red Hood and the Outlaws
В Новых 52 произошло множество изменений в истории Роя, включая отсутствие Лиан и не искалеченную руку. Рассказывается, что во время его действий с Титанами он уже носил имя Арсенал и звал Дика Грейсона своим боссом. Рой был помощником Оливера Куина, но по неизвестным обстоятельствам Рой был смещён с этой позиции, и Оливер забрал его долю в Q-Core, данную ему, оставив его с его собственными устройствами. Рой стал алкоголиком и искал смерти, попытавшись совершить самоубийство руками Убийцы Крока. Крок, однако, понял замысел Роя и остановил его, после чего они поговорили и Рой поблагодарил его за этот разговор. Вскоре после этого Рой начинает восстановление, в котором Крок является его поручителем. Однако это не спасает Роя от неприятностей, и позже он оказывается в экзотической тюрьме на среднем востоке, где ему приходится постоянно носить тяжеленный шар. К этому результату привела его помощь народу среднего востока свергнуть диктатора. Освобождённый народ оборачивается против Роя и кидает его в тюрьму. Вскоре его, однако, освобождает Джейсон Тодд, и с помощью Старфайр они покидают страну. Вскоре после этого Джейсон помогает ему войти в ритм нормальной жизни. Рой узнаёт, что Старфайр, судя по всему, забыла свою бытность в Юных Титанах и пытается всколыхнуть её память, пробуя имена Дика, Гарта, Вика, Лилит, Гара и Дастина, добившись лишь выражения скуки на её лице.
Рой является близким другом Джейсона и прикрывает его, но его свободный дух вызывает некоторые трения, когда он случайно назвал побеждённых воскрешённых учителей и друзей Джейсона. Он также обладает долей гордости, что проявляется после спасения команды Старфайр от гигантского монстра. Он также показывает свою мягкую сторону, когда держит Старфайр и стирает её слёзы, когда она пострадала. Как бы то ни было, он сохраняет беззаботный вид, сказав ей, чтобы она никому об этом случае не рассказывала, а то это повредит его репутации.
Он и Старфайр не так давно стали официальной парой, что началось с того, что он пригласил её на ужин в ходе миссии в Готэм-сити. Затем он начал отзываться о ней, как о своей девушке, и они также показываются порой спящими вместе.

#### Значительные изменения в Новых 52
Внешне и внутренне персонаж Роя претерпел кардинальные изменения после перезапуска, теперь он носит длинные волосы (вместо коротких ранее) и крайне подробно изображенные татуировки на обеих руках. Есть ли у него другие татуировки, неизвестно, как неизвестно и их возможное значение. В его экипировке Арсенала он носит разные бейсболки, но кроме этого и потери его ножа, дизайн его костюма весьма схож с оригинальным, лишь с меньшим по размеру жилетом и двумя колчанами вместо одного. Он ведёт себя, как юмористический персонаж с лёгким взглядом на вещи, даже в самой гуще схватки, хотя и может быть очень серьёзным, когда надо. Он никогда не был отцом, как не был и наркоманом, но он алкоголик в завязке по поручительству Убийцы Крока. Он был вольнонаёмным борцом за свободу до объединения с Джейсоном Тоддом, которого он считает своим единственным другом.

## Силы и способности
Рой Харпер не обладает суперспособностями, но он стрелок невероятной точности. Он крайне умел в использовании лука и стрел, равно как и широкого ряда оружия. Он также обладает способностью использовать буквально любой объект в качестве эффективного оружия. Харпер также является умелым рукопашным бойцом и обладает аналитическими и детективными навыками.
До события «Flashpoint» Рой обладал способностью говорить на японском и понимать русский. Также до этого события, после потери руки Рой получил прогрессивный протез, сделанный Виком Стоуном. Рука была специально разработана, чтобы восстановить обычную координацию руки, но взамен дающая постоянную фантомную боль.

## Оружие
Оперируя под именем Спиди и Красная стрела, Рой использует обычный лук и стрелы с различными наконечниками (предпочитая мирные варианты будучи Красной стрелой), подражая своему учителю, Зелёной стреле. Будучи Арсеналом, он также часто носит огнестрельное оружие и другие виды дальнего оружия. Рой использовал снайперскую винтовку M40A3 US с пулями из криптонита как минимум один раз. Его исходный костюм Арсенала был снабжен различным экзотическим оружием, включая бумеранг и электрифицированные бола. Его текущий костюм Арсенала, отражающий его более злую позицию, снабжен несколькими оглушающими и режущими орудиями, по большей части ножи и дубинки, пристегнутые к его спине и конечностям. Несмотря на то, что протез руки не является частью его костюма, Рой использует её лишь когда выступает в роли Арсенала, снимая его в обычном виде.

## Другие версии

### Земля-2
Спиди с Земли-2 был участником Семи Солдат Удачи и Всезвёздного отряда в 1940-х годах вместе с Зелёной стрелой. Кроме историй происхождение (он и Зелёная стрела вместе были тренированы на стволовой горе), их путь был схож вплоть до точки в которой Зелёная стрела, Спиди и их товарищи начали перемещаться по разным точкам времени, когда сражались с Человеком-туманностью. Он и его товарищи были вызволены Обществом и Лигой Справедливости, чтобы они помогли им спасти Землю-2 от махинаций старого противника, Железной руки. Во время событий Кризиса на Бесконечных Землях была создана одна единственная вселенная на заре времён, вселенная, чья история была сплавлена из историй нескольких вселенных, включая Землю-2. Неизвестно, перестал ли он существовать или существует, как аспект после-Кризисной Земли, хотя его наставник погиб в конце Кризиса, защищая новую Землю от Анти-Монитора.

### Мир Бизарро
Бизарро-версия Арсенала была явлена как один из героев мира Бизарро. В добавление к ношению кибернетической левой руки (в противоположность к правой руке в оригинальной версии), Бизарро-Арсенал носит колчан, полный мёртвых кошек, которых он использует, как оружие.

### Flashpoint
В альтернативной временной линии события Flashpoint Рой Харпер — член отряда наёмников, работающих на промышленника Оливера Куина. В самом начале истории, однако, Рой и его товарищи-наёмники были убиты взрывом, подстроенным Виксен и группой активистов, настроенных против Куина. Взрыв убивает всех на фабрике, за исключением Виксен и Оливера, который остался невредим, хотя и был почти в центре взрыва, прямо за Роем, обсуждая с ним прямо перед взрывом возможность стать больше героями, нежели наёмниками.

### Thrillkiller
«Batman: Thrillkiller» — история, представленная импринтом «Elseworlds» в начале 1960-х. Харпер изображается байкером, покупающим наркотики, чтобы подружиться с школьной подругой Хэйли Фитцпатрик (Харли Квин), но тёрки с наркоторговцами привели к тому, что он навёл на них полицию после того, как его спасли Бэтмен и Чёрная канарейка. Позже он изображён практикующимся в стрельбе из лука, хотя не ясно, является ли это занятие частью реабилитации или он практикуется для виджилантизма.

## Вне комиксов

### Мультипликация
- Впервые Спиди появился в 1967 году, в The Superman/Aquaman Hour of Adventure, озвученный Роем Харрингтоном-младшим.
- Спиди появился в мультсериале Юные Титаны, озвученный Майком Эрвином.
- Спиди появляется в мультсериале Justice League Unlimited.
- Спиди присутствует в эпизоде мультсериала Batman: The Brave and the Bold
- Рой Харпер один из главных персонажей в мультсериале Юная Лига Справедливости, где сначала появляется как помощник Зелёной стрелы, Спиди, а затем как самостоятельный супергерой Красная стрела. Озвучен Криспином Фриманом[30]. Позже выясняется, что настоящий Рой Харпер был заменён клоном почти в самом начале своей карьеры супергероя, дабы саботировать Лигу Справедливости[31]. Во втором сезоне сериала, клон-Харпер находит настоящего Роя и тот решает отомстить Лексу Лютору. Лютор, после конфронтации с Харпером, дарит ему кибернетический протез руки и настоящий Рой Харпер становится Арсеналом[32].

### Телевидение

Рой Харпер как Арсенал в телесериале «Стрела»

- В телесериале «Стрела» роль Роя Харпера исполняет американский актёр Колтон Хэйнс. Первоначально является мелким вором, из-за чего попадает в передрягу, где его спасает Зелёная стрела. Вскоре у Роя начинается роман с Теей Куин (которую он до этого пытался обокрасть), параллельно ищет способ найти героя и помочь ему в спасении людей. Таким образом Рой хотел отплатить Оливеру за спасение, кроме того, он просто больше не хотел быть вором и теперь стремился помогать окружающим. Между событиями первого и второго сезонов он в отсутствие Зелёной стрелы патрулирует город по ночам, борясь с мелкими преступниками (в качестве костюма он использовал красный свитер с капюшоном). Именно он первым из главных героев встречает Чёрную канарейку. В итоге он узнаёт тайну Оливера и официально вступает в его команду после того, как ему ввели в вены сыворотку-мутаген «Миракуру». В конце второго сезона был исцелён от «Миракуру», а в третьем сезоне стал официальным напарником Оливера, получив собственный супер-костюм и псевдоним «Арсенал». В конце третьего сезона покинул команду, чтобы оградить Оливера от полиции Стар-сити. Взяв всю вину «Стрелы» на себя и оказавшись в Айронхайд, Рой инсценировал свою смерть, при помощи агентов АРГУСа, после чего покинул город и его жителей.